# Camaròptera cellagroga
La camaròptera cellagroga (Camaroptera superciliaris) és una espècie d'ocell passeriforme que pertany a la família Cisticolidae pròpia de les selves tropicals de l'Àfrica occidental i central.

## Taxonomia
Va ser descrita científicament el 1843 pel zoòleg anglès Louis Fraser, amb el nom binomial de Sylvicola superciliaris. La localitat tipus va ser l'illa de Bioko (anteriorment Fernando Póo) al golf de Guinea. posteriorment va ser traslladat al gènere Camaroptera.
El nom específic, superciliaris, és un terme neollatí procedent de la paraula llatina supercilium (cella).